# Benjamin Jekhowsky
| Odkryte planetoidy: 12 | Odkryte planetoidy: 12 |
| ---------------------- | ---------------------- |
| (953) Painleva         | 29 kwietnia 1921       |
| (976) Benjamina        | 27 marca 1922          |
| (977) Philippa         | 6 kwietnia 1922        |
| (988) Appella          | 10 listopada 1922      |
| (1013) Tombecka        | 17 stycznia 1924       |
| (1017) Jacqueline      | 4 lutego 1924          |
| (1037) Davidweilla     | 29 października 1924   |
| (1040) Klumpkea        | 20 stycznia 1925       |
| (1093) Freda           | 15 czerwca 1925        |
| (1181) Lilith          | 11 lutego 1927         |
| (1328) Devota          | 21 października 1925   |
| (3881) Doumergua       | 15 listopada 1925      |

Benjamin Pawłowicz Jekhowsky (ros. Вениамин Павлович Жеховский, znany jako Benjamin Jekhowsky) (ur. 1881 w Petersburgu, zm. 1975 w Encausse-les-Thermes) – francuski astronom pochodzenia rosyjskiego.

## Życiorys

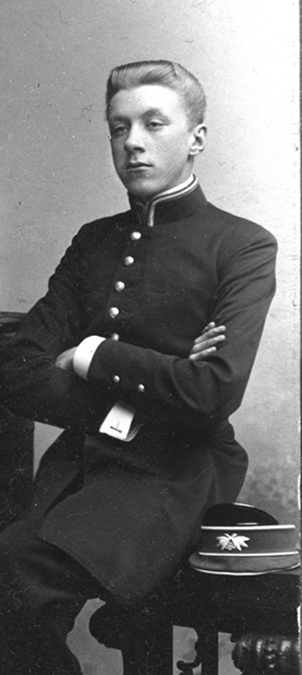
Benjamin Jekhowsky

Po studiach na Uniwersytecie Moskiewskim podjął pracę w Obserwatorium paryskim. Pracował również w obserwatoriach w Algierze, Bordeaux i Tuluzie. Był uznanym specjalistą w dziedzinie mechaniki nieba. 
Odkrył 12 planetoid. Planetoida (1606) Jekhovsky została nazwana jego nazwiskiem.